# Miguel Coronado
Miguel Angel Coronado Contreras (Peñalolén, Santiago, 6 de febrero de 1987) es un exfutbolista chileno.

## Trayectoria
Comenzó jugando en el club universitario en las divisiones inferiores y da el gran salto el año 2007, específicamente en el campeonato de Apertura, en donde es subido al primer equipo por el DT Salvador Capitano.
Finalmente, debuta el año 2007 con el DT Arturo Salah.
En el nuevo periodo de Sergio Markarián en la Universidad de Chile a principio del 2009 empieza a jugar como habitual juega dos partidos amistosos entrando desde la banca en el segundo partido el superclásico chileno frente a colo - colo donde logra una gran actuación a pesar de lo poco jugado estuvo a punto de marcar un gol. luego en la fecha 16 del torneo Apertura de dicho año fue titular en la criticada alineación "B" que enfrentó el Clásico Universitario fue uno de los mejores de su equipo en lo que terminó en un marcador de 1-0 (en calidad de visita) a favor su equipo.
En el 2008 fue enviado a préstamo a Unión La Calera de la Primera B de Chile para el 2009 volver al equipo que lo vio nacer, pero no se le renovaría el contrato y ficharía por Unión San Felipe. A fines de 2010 fue desvinculado de Unión San Felipe. Para la temporada 2011 fue contratado por San Marcos de Arica, equipo de Primera B.

## Clubes
| Club                 | País  | Año       |
| -------------------- | ----- | --------- |
| Universidad de Chile | Chile | 2007      |
| Unión La Calera      | Chile | 2008      |
| Universidad de Chile | Chile | 2009      |
| Unión San Felipe     | Chile | 2009-2010 |
| San Marcos de Arica  | Chile | 2011      |
| Curicó Unido         | Chile | 2012      |
| San Marcos de Arica  | Chile | 2013-2014 |

## Palmarés

### Títulos nacionales
| Título           | Club                 | País  | Año       |
| ---------------- | -------------------- | ----- | --------- |
| Primera División | Universidad de Chile | Chile | 2009-A    |
| Primera B        | San Marcos de Arica  | Chile | 2013-2014 |